# モーターボート大賞競走
モーターボート大賞競走（モーターボートたいしょうきょうそう）は、競艇のGII競走。「モーターボート大賞」｢MB大賞｣とも呼ばれることがある。
過去に開催され廃止となった｢GIIIモーターボート大賞トライアル競走｣についてもこの項にて記述する。

## 概要
当該年にSG競走や周年記念を除くGI競走を開催しない競艇場で開催されるGII競走である。開催する競艇場は前年の梅雨時にSG競走、プレミアムGI競走開催地と同時に発表される。
地元地区の選手を中心としたA1級、A2級の選手が選出される。また、周年記念競走とは違い、トップクラスの女子レーサーが多数出場することが多い。後述するモーターボート大賞トライアル競走から勝ち上がった3名が出場できることが特徴であったが、2011年度をもってトライアル競争は廃止された。
男女の出場比率を同等にしたWリーグ制の大会として開催されたこともある。ルールは、4日間の予選を男女別で行い、それぞれの勝率上位9人が準優勝戦へ勝ち上がる方式。準優勝戦の組み合わせは甲組・乙組の割り当て方式となり、前検日に男子・女子の代表者が抽選により決定される。2012年の大村競艇場で行われた「男女ガチンコモーターボート大賞」は、宇野弥生が優勝し大会史上初めて女子レーサーが制覇した。また、2014年の児島競艇場で行われた「男女バトルモーターボート大賞」も同ルールで開催された。

## 歴史
1985年4月、第1回モーターボート大賞が唐津競艇場で開催された。
グレード制導入後、GII競走に格付けされる。1997年度よりGI競走へ格上げされたが、2010年度からは再びGII競走に変更された。GII競走となった後も、引き続きオーシャンカップ競走・鳳凰賞競走の選考対象となり、スタート事故の罰則がGI競走と同様になった。

## モーターボート大賞トライアル競走
モーターボート大賞トライアル競走（モーターボートたいしょうトライアルきょうそう）は、2007年-2011年にかけて行われた競艇のGIII競走。モーターボート大賞競走のトライアル競走である。
A2級以下の選手に対して上位のグレード競走に出場する機会を増やすことが目的で創設された。モーターボート大賞競走開催の約2ヶ月前に本番と同じ競艇場で開催された。
優勝戦で3着以内に入った選手はモーターボート大賞競走の出場権を得ることができた。通常GI競走に斡旋されることが無いA2級以下の選手にとって、GI競走の出場権を得ることができる数少ない機会となっていた。
2010年度にモーターボート大賞がGII競走となり、A2級以下の選手の出場枠が増加したことから、当競走は2011年度で廃止された。